# Peter Clodt von Jürgensburg
Peter Clodt von Jürgensburg, ros. Пётр Карлович Клодт, Piotr Karłowicz Kłodt (ur. 24 maja?/5 czerwca 1805 w Petersburgu, zm. 8 listopada?/20 listopada 1867 we wsi Rantamäki w guberni wyborskiej) – rosyjski rzeźbiarz, zajmujący się głównie pomnikową rzeźbą postaci koni. 

## Życiorys
Ojcem rzeźbiarza był pochodzący z rodu Niemców kurlandzkich baron, generał Karl Clodt von Jürgensburg. Peter spędził młodość w Omsku na Syberii, uczęszczał do Omskiego Korpusu Kadetów. Czas wolny od nauki poświęcał samodzielnej nauce rysunku i rzeźby. W roku 1822 przeniósł się do St. Petersburga i rozpoczął naukę w Michajłowskiej Akademii Artyleryjskiej. 
Po ukończeniu akademii w stopniu podporucznika, służył w brygadzie artylerii do roku 1828. Po zakończeniu służby wojskowej przez dwa lata zajmował się rzeźbą jako samouk, od roku 1830 został wolnym słuchaczem Akademii Sztuk Pięknych w Petersburgu u rektora Akademii I. P. Martosa oraz u S. I. Galberga i B. I. Orłowskiego. 
Po ukończeniu studiów zajął się niemal wyłącznie rzeźbą pomnikową postaci koni, jeźdźców i ujeżdżaczy. 
Pierwszym samodzielnym dziełem był jego udział w stworzeniu ukończonego w roku 1834 Narewskiego Łuku Triumfalnego, dla którego Clodt stworzył szóstkę koni, a Stepan Pimienow postać Sławy. Dzięki temu autor uzyskał protekcję cara Mikołaja I. 
W roku 1838 rzeźbiarz zaproponował ustawienie dwóch par rzeźb koni na filarach mostu Aniczkowa nad kanałem Fontanki i wykonał woskowy model do odlewu pierwszej z nich. Rzeźby przedstawiały wspinające się konie, prowadzone przez nagich ujeżdżaczy. Wobec nagłego zgonu kierownika petersburskiej odlewni, Clodt musiał sam zająć się wykonaniem odlewu, korzystając z doświadczenia przy odlewaniu armat. W roku 1841 pierwsza para rzeźb została ustawiona na moście.
Car ofiarował kopie tych rzeźb Fryderykowi Wilhelmowi IV Pruskiemu, który ustawił je przed pałacem królewskim w Berlinie. 
Na polecenie cara rzeźby zdjęto w roku 1846 z mostu i przekazano królowi Obojga Sycylii Ferdynandowi II Burbonowi, który ustawił je w Neapolu. Rzeźby z mostu zastąpiono gipsowymi kopiami. Dalsze odlewy stanęły w różnych rezydencjach arystokratycznych w Rosji.
W roku 1838 rzeźbiarz otrzymał godność członka Akademii. W 1867 otrzymał Pour le Mérite za Naukę i Sztukę.
W latach 1845–1850 Clodt wykonał dla Domu Marmurowego płaskorzeźbę o długości 70 metrów oraz tympanony bocznych frontonów. 
W roku 1848 Clodt wygrał konkurs na projekt pomnika dla uczczenia zmarłego w roku 1844 pisarza Iwana Kryłowa. Realizacja Pomnika Iwana Kryłowa w Sankt Petersburgu  w głównej alei Ogrodu Letniego trwała do roku 1855. Rzeźby na cokole pomnika przedstawiające postacie z bajek Kryłowa wykonano według projektów Aleksandra Agina. 
Na placu Isakijewskim stanął w roku 1859 pomnik Mikołaja I. Na kamiennym cokole zaprojektowanym przez Auguste de Montferrand stanął pomnik cara na wspinającym się koniu. Był to pierwszy w Europie pomnik konny oparty tylko na dwóch punktach – tylnych nogach konia.
Ostatnie lata życia rzeźbiarz spędził w swojej willi we wsi Rantamäki w guberni wyborskiej.

## Fotogaleria

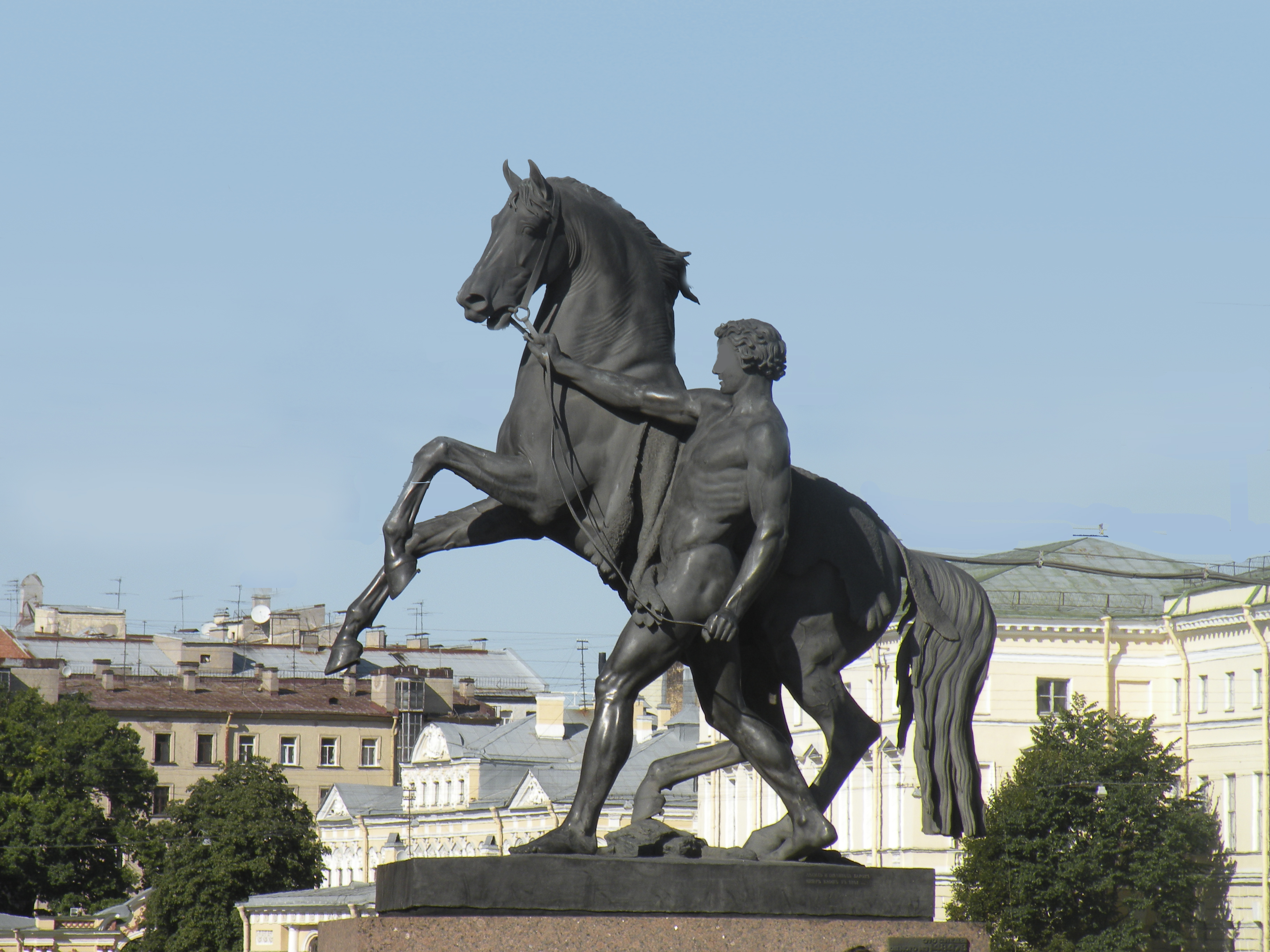
Most Aniczkowa w Sankt Petersburgu – rzeźba konna
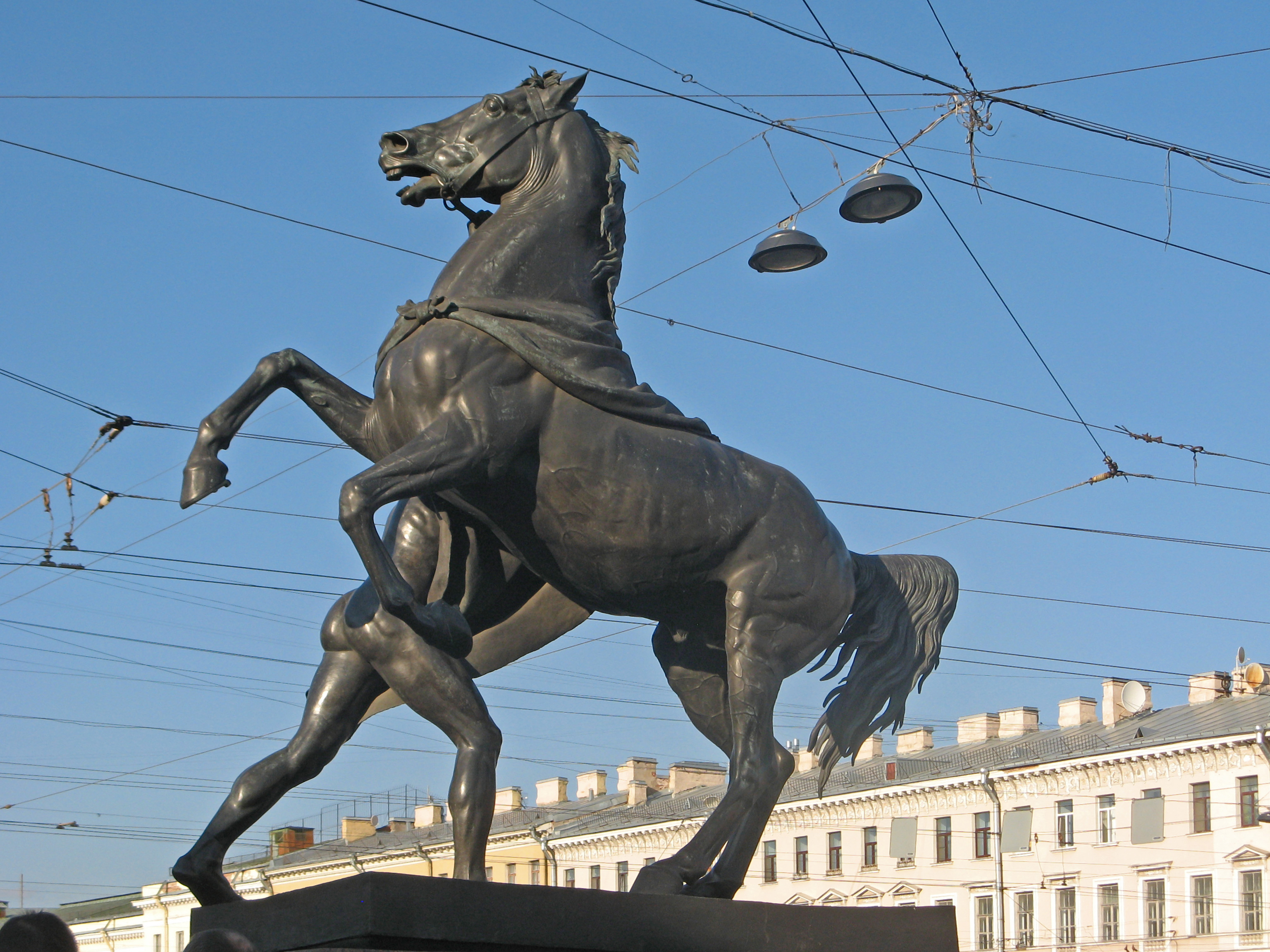
Most Aniczkowa – rzeźba konna
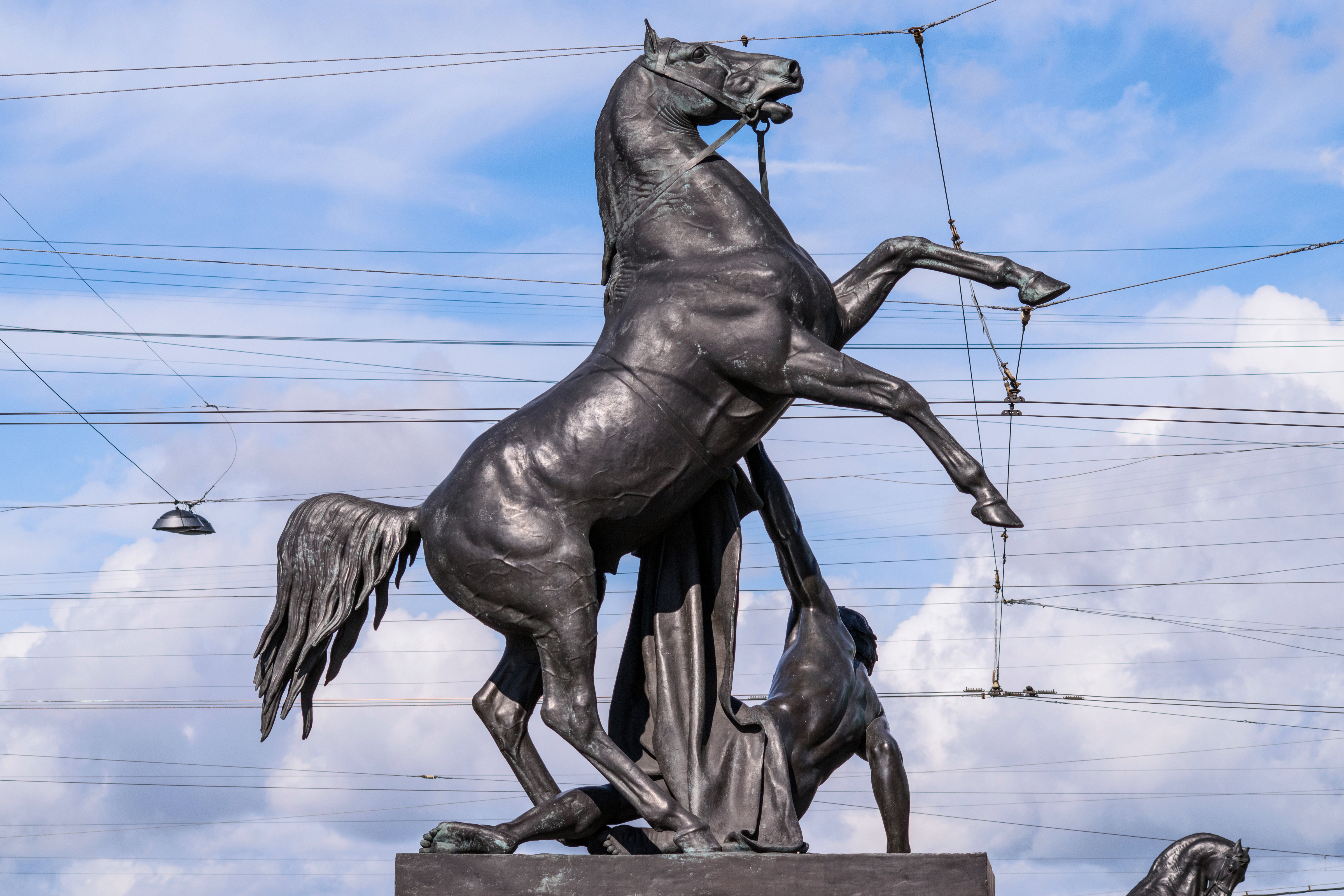
Most Aniczkowa – rzeźba konna
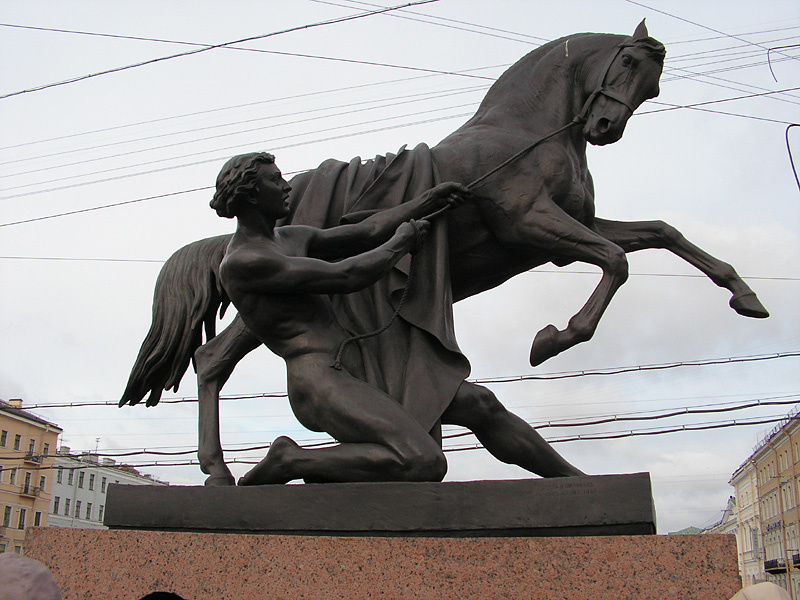
Most Aniczkowa – rzeźba konna
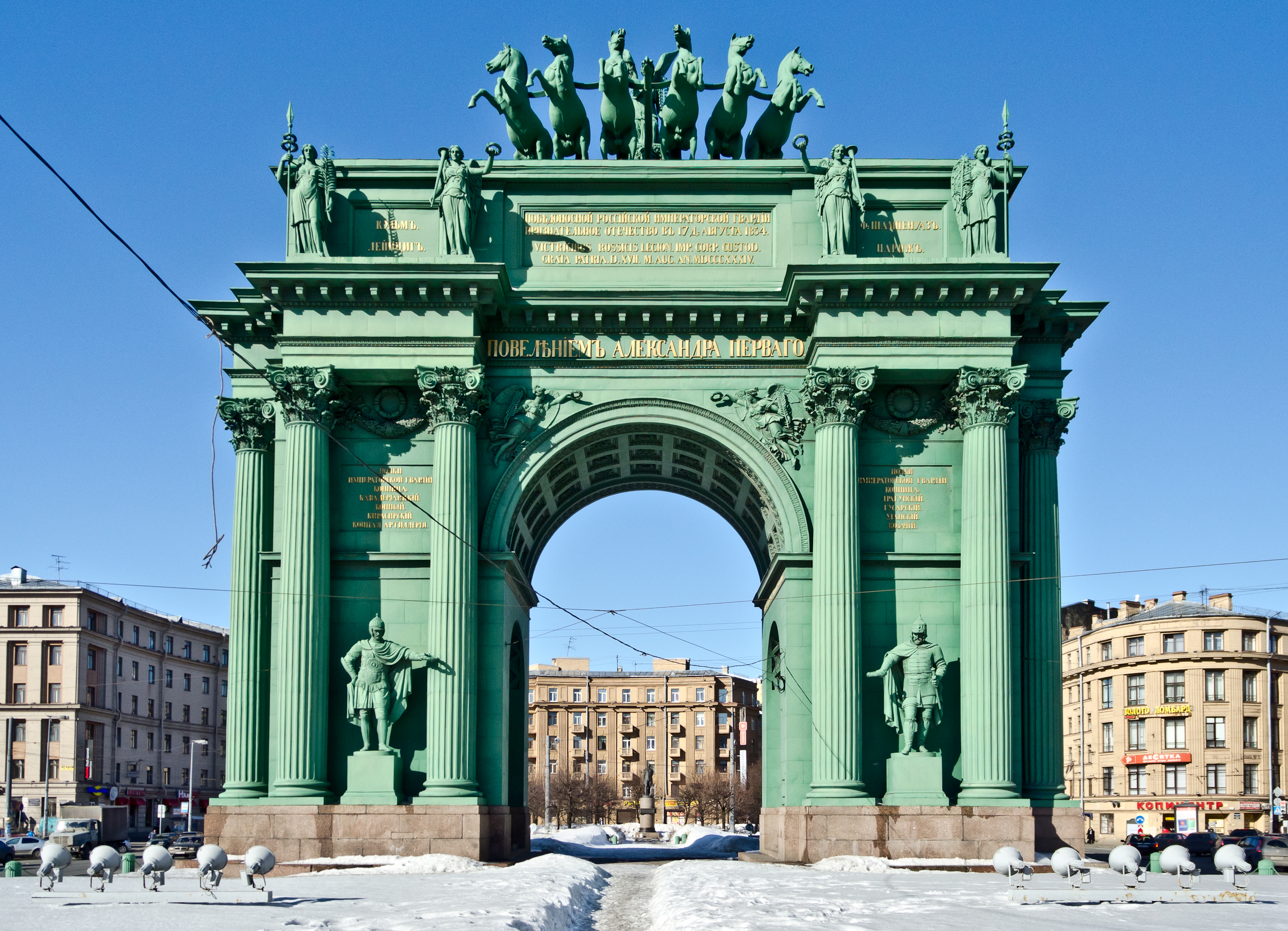
Brama Narwska w Sankt Petersburgu
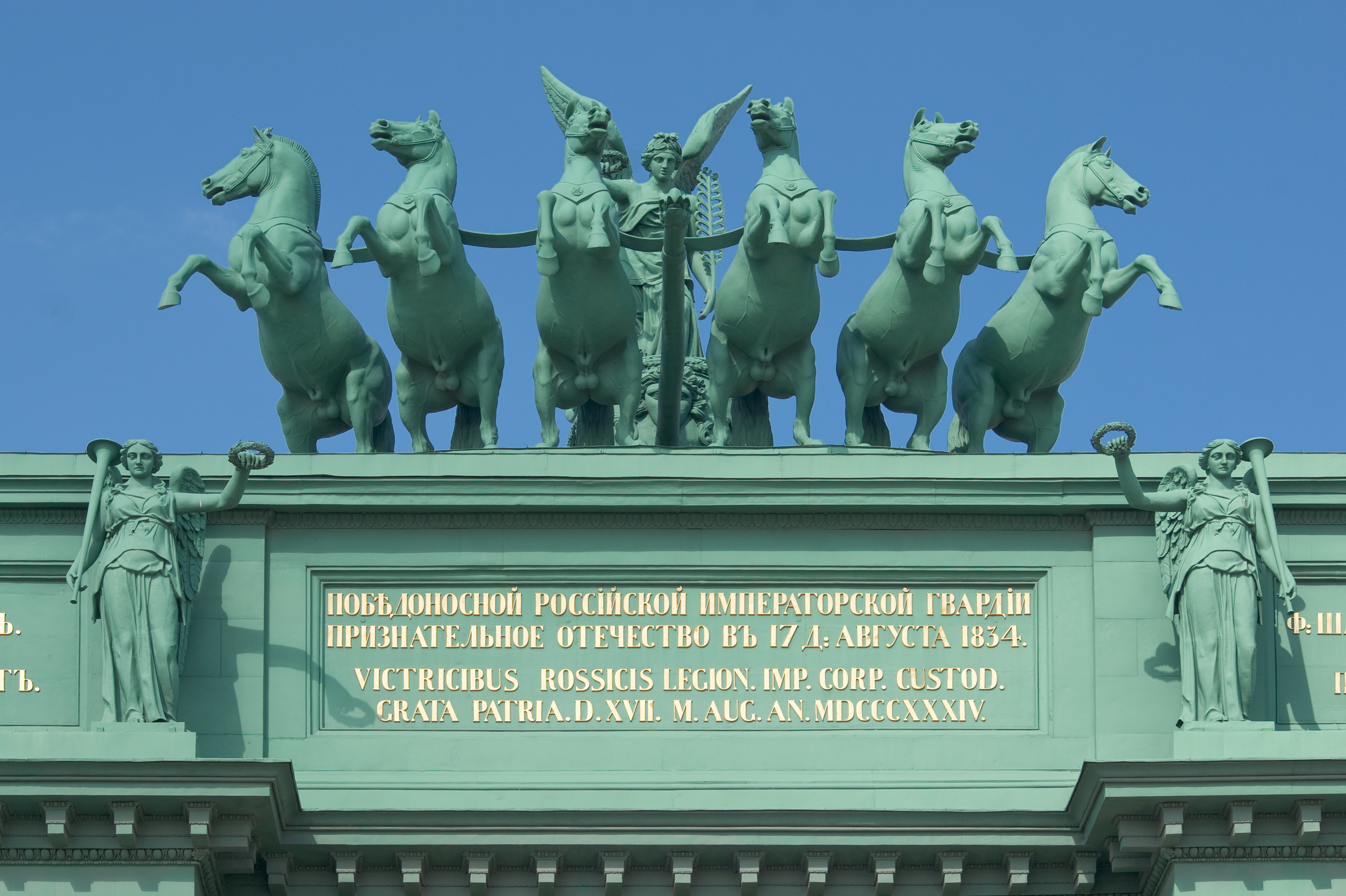
Brama Narwska – zwieńczenie (wyobrażenie zwycięskiego rydwanu; razem ze Stiepanem Pimienowem)
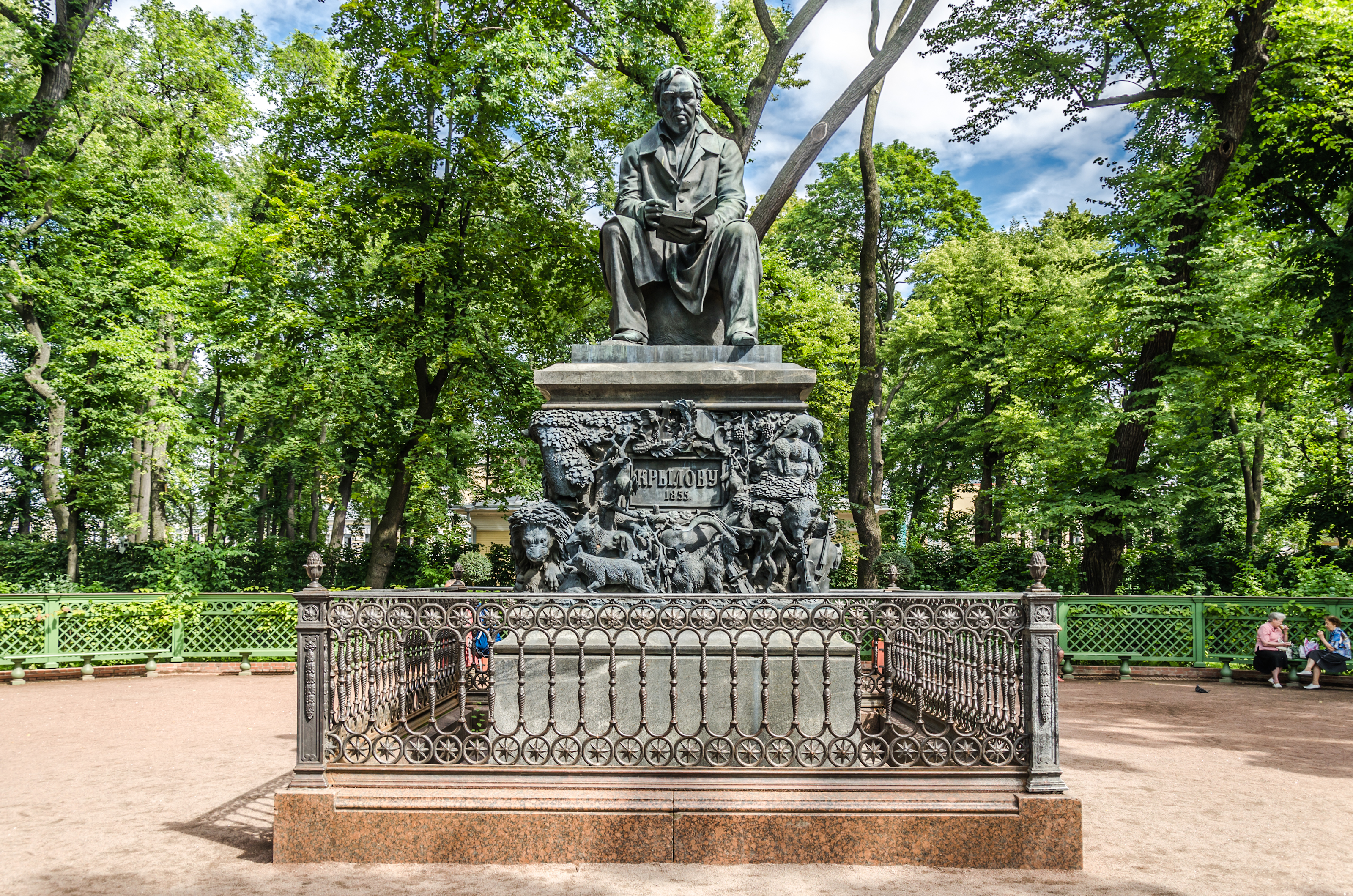
Pomnik Iwana Kryłowa w Sankt Petersburgu
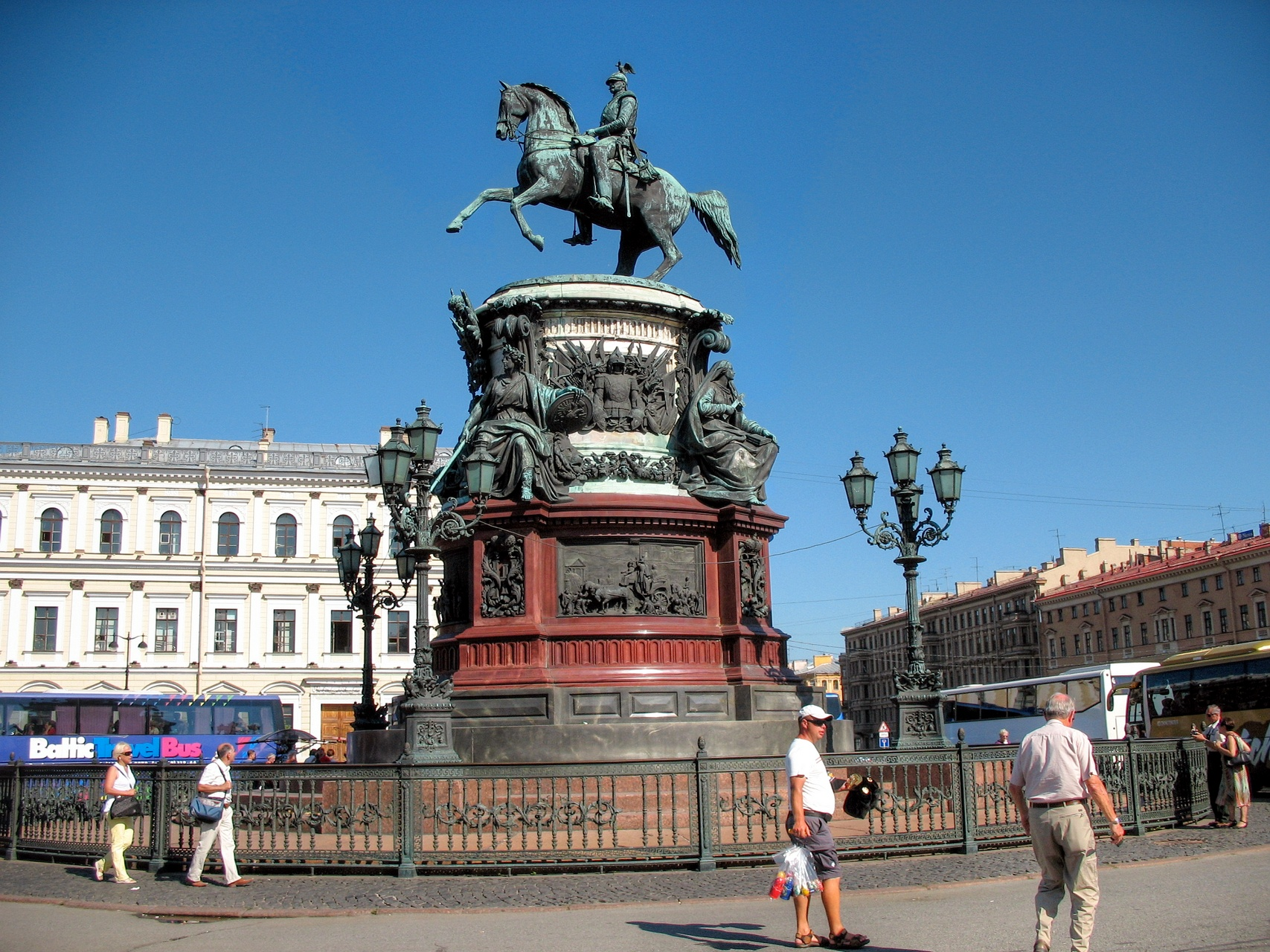
Pomnik Mikołaja I w Sankt Petresburgu